# Битка за Ал Баб
Битка за Ал Баб је битка вођена током грађанског рата у Сирији од стране турске војске и сиријских побуњеника против снага Исламске Државе. Битка је трајала 104 дана и однела је око 2.000 живота укључујући и 450 цивила.